# Abyssoninoe phuketensis
Abyssoninoe phuketensis är en ringmaskart som beskrevs av Oug 2002. Abyssoninoe phuketensis ingår i släktet Abyssoninoe och familjen Lumbrineridae. Inga underarter finns listade i Catalogue of Life.